# Dorinel Munteanu
Dorinel Ionel Munteanu (Grădinari, 25 de juny de 1968) és un futbolista romanès de la dècada de 1990, ja retirat, i entrenador de futbol.

## Trajectòria
Fins a l'any 2018 és el jugador que més partits internacionals ha disputat amb la selecció de Romania, amb 134 partits i 16 gols. Participà en els Mundials de 1994 i 1998, i als Campionats d'Europa de 1996 i 2000. Pel que fa a clubs, destacà a FC Dinamo București, Cercle Brugge, 1. FC Köln i VfL Wolfsburg.
Posteriorment començà la seva carrera d'entrenador. Alguns dels clubs que dirigí foren Dinamo București, Mordovia Saransk, Kuban Krasnodar, o Gabala FK.

## Palmarès

### Com a jugador
Inter Sibiu
- Copa Balcànica de clubs: 1991

Dinamo București
- Lliga romanesa de futbol: 1991-92

Steaua București
- Lliga romanesa de futbol: 2004-05

### Com a entrenador
Oțelul Galați
- Lliga romanesa de futbol: 2010-11
- Supercopa romanesa: 2011